# Horqin Hữu Dực Tiền
kỳ Horqin Hữu Dực Tiền (tiếng Trung: 科尔沁右翼前旗; bính âm: Kē'ěrqìn Yòuyì Qián Qí, Hán Việt: Khoa Nhĩ Thấm Hữu Dực Tiền kỳ) là một kỳ của minh Hưng An, khu tự trị Nội Mông Cổ, Trung Quốc. Phương ngữ Mông Cổ bản địa của kỳ là phương ngữ Khorchin.

### Trấn
| - Tác Luân (索伦镇) - Đại Thạch Trại (大石寨镇) - Quy Lưu Hà (归流河镇) - Sát Nhĩ Sâm (察尔森镇) - Đại Bá Câu (大坝沟镇) - Thái Bản Trạm (太本站镇) | - Cáp Lạp Hắc (哈拉黑镇) - Vệ Đông (卫东镇) - Nga Thể (俄体镇) - Cát Căn Miếu (葛根庙镇) - Ngạch Nhĩ Cách Đồ (额尔格图镇) |

### Hương
- Ba Lạp Cách Đãi (巴拉格歹乡)
- Thụ Mộc Câu (树木沟乡)
- Cổ Tích (古迹乡)

### Hương dân tộc
- Hương dân tộc Mãn-Đồn Mãn (满族屯满族乡)

### Tô mộc
- Đào Cáp Mộc (桃合木苏木)
- Vật Bố Lâm (勿布林苏木)
- Ô Lan Mao Đô (乌兰毛都苏木)
- A Lực Đắc Nhĩ (阿力得尔苏木)
- Hiếu Nhân (好仁苏木)